# Mount Pontida
Mount Pontida (englisch; bulgarisch връх Понтида wrach Pontida) ist ein 1700 m hoher und vereister Berg in den Havre Mountains im Norden der Alexander-I.-Insel westlich der Antarktischen Halbinsel. Er ragt 14,65 km östlich des Simon Peak, 5,42 km südöstlich des Igralishte Peak, 8,26 km südwestlich des Mount Newman und 19,2 km nordnordöstlich des Mount Holt auf. Der Foreman-Gletscher liegt südöstlich und der Wubbold-Gletscher südwestlich von ihm.
Britische Wissenschaftler kartierten ihn 1971. Die bulgarische Kommission für Antarktische Geographische Namen benannte ihn 2017 nach einem untergegangenen Gebiet an der bulgarischen Schwarzmeerküste.